# Zawody na szczudłach w Namur
Zawody na szczudłach w Namur (fr. Les joutes sur échasses de Namur) – przeszło 600-letnia tradycja kultywowana w mieście Namur położonym w południowej Belgii, w Regionie Walońskim, w ramach której dwie drużyny szczudlarzy rywalizują ze sobą, a wygrywa ta drużyna, której członkowie powalą na ziemię wszystkich członków drużyny przeciwnej.
W 2021 roku zawody wpisano na listę reprezentatywną niematerialnego dziedzictwa kulturowego UNESCO.

## Charakterystyka

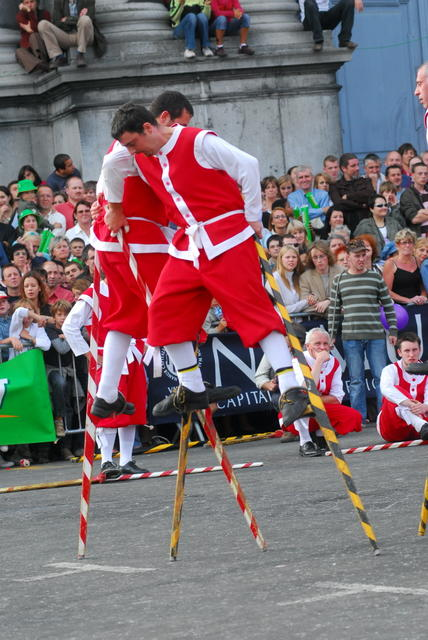
Dwóch walczących zawodników (2007)

Zawody na szczudłach na ulicach i placach miasta Namur oraz okolicznych miejscowości prowincji Namur mają miejsce kilka razy w ciągu roku, w trakcie różnego rodzaju świąt i festiwali. Najważniejszym jest Święto Walonii (fr. Fête de la Wallonie) odbywające się corocznie w 3. niedzielę września, podczas którego zmagania szczudlarzy na Placu Świętego Albana (fr. Place Saint-Aubain) obserwuje nawet 6 tys. widzów.
W wydarzeniu udział biorą dwie drużyny – Mélans i Avresses. Członkowie pierwszej mają żółto-czarne szczudła, drudzy zaś chodzą na szczudłach czerwono-białych. Obie grupy funkcjonują od XVI wieku. Drużyna Mélans pierwotnie reprezentowała stare miasto Namur, natomiast Avresses byli przedstawicielami nowego miasta i jego okolic. Współcześnie przynależność do danej drużyny wynika raczej z pokrewieństwa oraz kwestii towarzyskich, a członkowie grup rekrutowani są na obszarze całego miasta.
W pojedynkach udział bierze od 15 do 60 szczudlarzy (zwanych lokalnie échasseurs), pierwotnie wyłącznie mężczyzn. Zadaniem uczestników, członków jednego zespołu, jest strącenie ze szczudeł wszystkich zawodników drużyny przeciwnej. Szczudlarz, który upadł, nie może już powrócić do gry. Każdą edycję tradycyjnej potyczki rozpoczyna przemarsz obu drużyn, przed którymi idą chorążowie (co najmniej trzech, nazywanych alfers) oraz flecista i muzycy grający na bębnach (od dwóch do ośmiu w zależności od okazji). Dźwięki bębna zapowiadają pochód, wyznaczają rytm marszu, a w trakcie walki dopingują uczestników.
Podczas wrześniowych zawodów ma również miejsce prestiżowa walka o Złote Szczudło (fr. L’échasse d’or). Po wyeliminowaniu jednej z drużyn w pierwszej fazie rywalizacji, pozostali na placu gry zawodnicy zwycięskiego zespołu walczą między sobą w drugiej fazie zwanej bout-à-tot. Jej zwycięzca otrzymuje tytuł najlepszego szczudlarza roku. Bout-à-tot organizowany bywa również wtedy, gdy zawodom przygląda się jakiś ważny gość. Ostatni zawodnik z drużyny pokonanej w pierwszej fazie otrzymuje natomiast Srebrne Szczudło (fr. L’échasse d’argent).
Używane podczas zawodów w Namur szczudła najczęściej wykonane są drewna bukowego przez lokalnych mistrzów ciesielskich, mierzą 202 cm długości, a na wysokości 84 cm nad ziemią umieszczone jest metalowe strzemię, w które wsadza się stopy. Najstarsze zachowane szczudła pochodzą z XVIII wieku i przechowywane są w Musée des Arts décoratifs w Namur.
Zawody na szczudłach w Namur to żywa tradycja ciesząca się dużą popularnością wśród mieszkańców miasta oraz ważny element ich tożsamości, angażujący ich i integrujący. Zachowaniem i promocją tradycji oraz przekazywaniem jej kolejnym pokoleniom zajmuje się stowarzyszenie Les Échasseurs Namurois liczące według stanu z 2020 roku ok. 80 członków (w tym ok. 60 aktywnych szczudlarzy).

## Historia

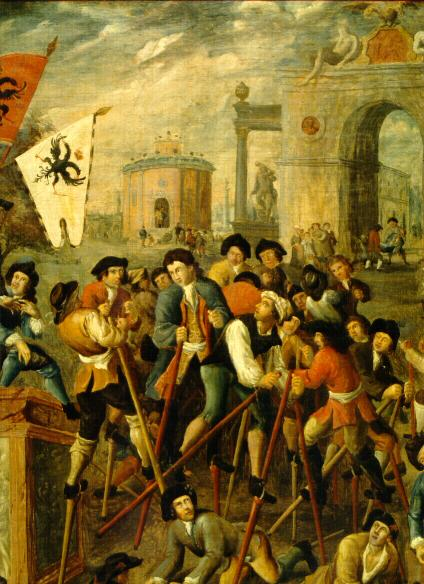
Szczudlarze w Namur, olej na płótnie nieznanego autora, XVIII wiek

Mieszkańcy Namur używali w średniowieczu szczudeł do przemieszczania się po położonym na terenach podmokłych mieście. Z czasem doprowadziło to do powstania gry, o której pierwsza wzmianka pochodzi z 1411 roku. W dokumencie z 8 grudnia tego roku władca Namur zakazał potyczek na szczudłach osobom powyżej 13. roku życia. Tradycja na przestrzeni lat prezentowana była wielu znamienitym gościom, m.in. margrabiemu Namur Karolowi V Habsburgowi w 1515 i 1530 roku, późniejszemu królowi Hiszpanii Filipowi II Habsburgowi w 1549 roku, królowi Francji Ludwikowi XIV w 1693 roku, carowi Rosji Piotrowi Wielkiemu w 1717 roku, Pierwszemu Konsulowi Republiki Francuskiej Napoleonowi Bonaparte w 1803 roku oraz królowi Belgów Leopoldowi I w 1849 roku.
Od 1937 roku szczudlarze z Namur prezentują tradycję również na festiwalach zagranicznych. W grudniu 1940 roku nazwę „L’Echasseur” nadano gazecie wydawanej przez działający w mieście belgijski ruch oporu.
Od 2015 roku istnieje zespół juniorski walczący na mniejszych szczudłach. W 2016 roku podjęto decyzję, że w zawodach na szczudłach – do tej pory przeznaczonych wyłącznie dla mężczyzn – będą mogły brać udział również kobiety. Dwa lata później rozpoczęły się ich szkolenia. W 2021 roku podczas 16. sesji Międzyrządowego Komitetu ds. Ochrony Niematerialnego Dziedzictwa Kulturowego tradycja wpisana została na listę reprezentatywną niematerialnego dziedzictwa kulturowego UNESCO. We wrześniu 2022 roku odbyła się pierwsza edycja zawodów na szczudłach z udziałem kobiet.